# 阿爾西 (伊利諾伊州)
阿爾西（英語：Alsey）是位於美國伊利諾伊州斯科特縣的一個村落。

## 地理
阿爾西的座標為39°33′37″N 90°26′01″W / 39.56028°N 90.43361°W，而該地最高點為海拔高度192米（即630英尺）。

## 人口
根據2010年美國人口普查的數據，阿爾西的面積為1.45平方千米，當中陸地面積為1.42平方千米，而水域面積為0.03平方千米。當地共有人口227人，而人口密度為每平方千米156人。